# Mountain View (Missouri)
Mountain View é uma cidade localizada no estado americano de Missouri, no Condado de Howell.

## Demografia
Segundo o censo americano de 2000, a sua população era de 2430 habitantes.
Em 2006, foi estimada uma população de 2585, um aumento de 155 (6.4%).

## Geografia
De acordo com o United States Census Bureau tem uma área de
9,5 km², dos quais 9,5 km² cobertos por terra e 0,0 km² cobertos por água. Mountain View localiza-se a aproximadamente 350 m acima do nível do mar.

## Localidades na vizinhança
O diagrama seguinte representa as localidades num raio de 36 km ao redor de Mountain View.